# Jose Baxter
Jose Baxter, född 7 februari 1992 i Bootle, Liverpool, Merseyside, är en engelsk fotbollsspelare som spelar som offensiv mittfältare för Memphis 901.

## Karriär
Baxter inledde sin fotbollskarriär vid 6 års ålder efter att ha kontrakterats av Everton 1997, detta trots att han var ett Liverpool-fan. Han var där som ungdomsspelare fram till 2008 när han började träna med A-laget på turer till Schweiz och USA. Baxter gjorde sin professionella debut för klubben på öppningsdagen av säsongen 2008–09. Han kom in som avbytare i hemmamatchen mot Blackburn Rovers och blev då Evertons yngsta spelare någonsin, 16 år och 191 dagar gammal. Rekordet hade tidigare varit tillskrivet lagkamraten James Vaughan. Den följande veckan fanns Baxter med i startelvan mot West Bromwich och blev då den yngsta spelaren någonsin startat i en match för Everton.
Den 30 maj 2018 återvände Baxter till Oldham Athletic, där han skrev på ett ettårskontrakt. Den 25 juli 2019 skrev Baxter på ett korttidskontrakt med Plymouth Argyle.
I februari 2020 värvades Baxter av amerikanska Memphis 901.